# Калделаш (Амареш)
Калделаш (порт. Caldelas) — район (фрегезия) в Португалии, входит в округ Брага. Является составной частью муниципалитета Амареш. Находится в составе крупной городской агломерации Большое Минью. По старому административному делению входил в провинцию Минью. Входит в экономико-статистический субрегион Каваду, который входит в Северный регион. Население составляет 1013 человека на 2001 год. Занимает площадь 4,47 км².
Покровителем района считается Иаков Зеведеев (порт. São Tiago).